# Édits mineurs sur rocher
Les édits mineurs sur rocher d'Ashoka, sont des inscriptions rupestres faisant partie des Édits d'Ashoka. Il s'agit des premiers édits en langue indienne de l'empereur Ashoka, écrits dans le script brahmi lors de la onzième année de son règne, faisant suite à l'inscription bilingue de Kandahar, en grec et en araméen, rédigée lors de la dixième année du règne de l'empereur,. Il y a plusieurs variations de ces édits, avec généralement la désignation d'un édit mineur no 1 (MRE1 en anglais) et un édit mineur no 2 (MRE2, qui n'apparaît pas seul mais toujours en complément du 1), les différentes versions étant généralement agrégées dans la plupart des traductions. Il y a aussi un edit mineur no 3, découvert à Bairat, à destination du clergé bouddhiste. Plusieurs des inscriptions d'Ashoka en grec ou en araméen sont parfois aussi catégorisées parmi les « Édits mineurs sur rocher ».

## Chronologie

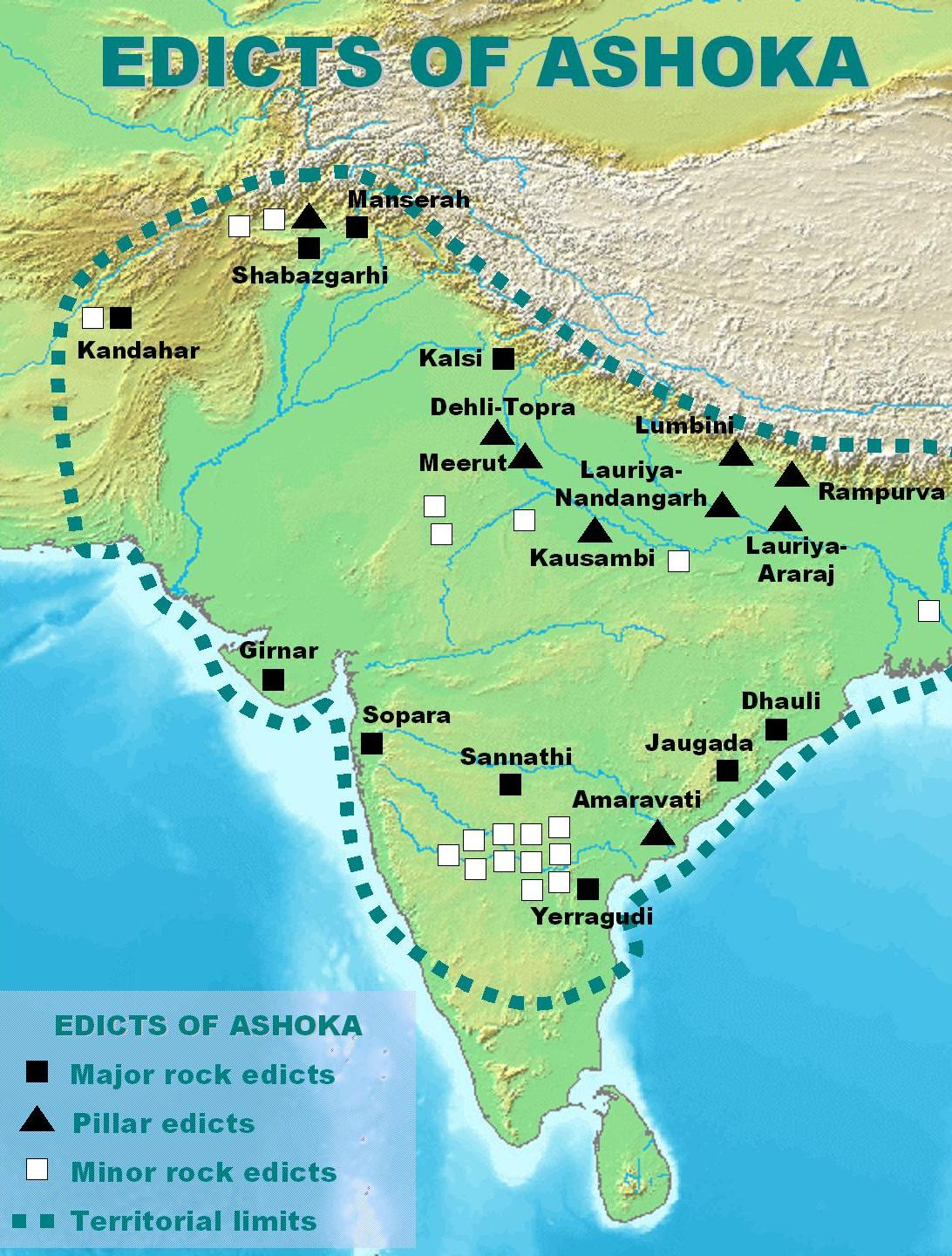
Lieux de découverte de l'Édit mineur sur rocher (carrés blancs).

Les édits mineurs sur rocher ont été rédigés assez tôt dans le règne d'Ashoka, à partir de la onzième année de son règne (selon sa propre inscription, deux ans et demi après être devenu un "bouddhiste laïc", soit deux ans et demi après la conquête du Kalinga de la huitième année de son règne). La qualité technique des inscriptions est généralement très mauvaise, et généralement très inférieure aux edits sur pilier daté des années 26 et 27 du règne d'Ashoka.
Les édits mineurs sur rocher font donc suite à la toute première inscription d'Ashoka, rédigée en l'année 10 de son règne, et deux ans seulement après la fin de sa conquête du Kalinga, l'inscription bilingue de Kandahar établie à Chilzina (en), Kandahar, au centre de l'Afghanistan. Cette première inscription fut rédigée en Grec classique et en Araméen exclusivement. Les édits mineurs sur rocher sont légèrement antérieurs aux édits majeurs sur rocher établis pour propager le Dharma, à partir de la 12e année du règne d'Ashoka. Ces inscriptions d'Ashoka sont en langues indiennes à l'exception des Edits grecs d'Ashoka, inscrits sur une stèle de calcaire. Ce n'est qu'ensuite, au cours des 26e et 27e années de son règne, qu'Ashoka inscrivit de nouveaux édits, cette fois-ci sur des colonnes majestueuses, les Piliers d'Ashoka,.

## Texte des édits mineurs sur rocher
Ceci est une composition formée des différentes variations des édits sur rocher no 1 et no 2. Il existe aussi un édit mineur sur rocher no 3, découvert à Bairat, s'adressant non pas aux officiers d'Ashoka comme les deux premiers édits, mais au clergé bouddhique.
Dans ces édits, Ashoka fait mention explicite de son affiliation religieuse en se présentant comme "disciple laïc" ou "disciple du Buddha" selon les versions, et parlant de son rapprochement de "l'ordre" (samgha), ce qui est loin d'être le cas dans la plupart des autres édits où il semble seulement promulguer les lois morales du "Dharma".
Préexistence de piliers
Dans ces édits, Ashoka mentionne aussi le devoir d'inscrire ses édits sur les rochers et sur les piliers ("partout où il y a un pilier de pierre"). Ceci a amené certains auteurs, en particulier John Irwin, à penser qu'il existait déjà des piliers en Inde avant leur érection par Ashoka. Pour John Irwin, des exemples existant de nos jours de ces piliers antérieurs à Ashoka seraient le pilier au taureau de Rampurva, le pilier à l'éléphant de Sankissa et le pilier d'Allahabad. Il faut noter néanmoins qu'aucun de ces piliers n'a reçu l'inscription de l'Édit mineur sur rocher, et seul le pilier d'Allahabad possède des inscriptions d'Ashoka, ce qui affaiblit cette théorie, puisque, selon les ordres mêmes d'Ashoka, ils auraient dû être gravés avec ses édits.
Langue des édits
Plusieurs édits d'Ashoka sont connus en langue grecque et araméenne, par contre les nombreux édits mineurs sur rocher gravés dans le sud de l'Inde au Karnataka utilisent le prâkrit du nord comme langue de communication, avec le script brahmi, et non le dravidien local, ce qui peut être interprété comme une sorte d'intrusion et d'autoritarisme par rapport aux territoires du sud.
| Traduction en français | prâkrit en script brahmi |
| --- | ------------------------ |
| Édit mineur sur rocher no 1: « De Suvarnagiri, sur l'ordre de Son Altesse le Prince, et des officiers: bonne santé aux officiers d'Isila qui doivent être instruits ainsi: Ainsi parle le Bien-aimé des Dieux, Asoka: J'ai été un disciple laïc/du Buddha pendant plus de deux et une demi-année, mais pendant un an je n'ai pas fait beaucoup de progrès. Depuis plus d'un an, je me suis rapproché de l'Ordre et je suis devenu plus ardent. Les dieux, qui jusque-là n'étaient pas associés aux hommes dans l'Inde, se mêlent maintenant à eux, et c'est le résultat de mes efforts. De plus, ce n'est pas quelque chose qui doit être obtenu seulement par les grands, mais il est aussi ouvert aux humbles, s'ils sont sérieux, et ils peuvent même atteindre facilement le ciel. C'est la raison de cette annonce que tant les humbles que les grands doivent faire des progrès et que les peuples voisins doivent aussi savoir que les progrès sont durables, et cet investissement augmentera et augmentera abondamment, et augmentera encore de moitié. Ceci doit être inscrit ici et ailleurs sur les collines, et partout où il y a un pilier de pierre, il doit être gravé sur ce pilier. Vous devez sortir avec ce document dans toute la longueur et la largeur de votre district. Cette annonce a été proclamée en tournée; 256 nuits ont été dépensées en tournée. » Édit mineur sur rocher no 2: « Ainsi dit le Bien-Aimé des Dieux. Quels que soient les ordres du Bien-aimé des Dieux, ils doivent être exécutés à tous égards. Le rajuka [officier rural] doit être instruit et il instruira les gens de la campagne, en les assemblant avec le bruit du tambour; de même les chefs locaux. Obéissez à la mère et au père, obéissez aux maîtres, ayez pitié des êtres vivants; dites la vérité. Ces vertus du Dharma doivent être suivies. Ainsi vous les enseignerez sur les ordres du Bien-Aimé des Dieux, et aussi vous vous assurerez que les dresseurs d'éléphants, les clercs, les diseurs de bonne aventure et les brahmanes instruisent leurs apprentis selon l'ancienne tradition, qu'ils honorent leurs maîtres .... maîtres vertueux. Dans une famille, les proches doivent se traiter avec respect. C'est la coutume ancienne, propice à une longue vie, et donc ceci doit être effectué. Sculpté par le graveur Capada. » — Adapté de Romilla Thapar, A translation of the Edicts of Ashoka p.259 |                          |

## Emplacement
Les édits mineurs sur rocher d'Ashoka sont exclusivement inscrit sur rocher. Il se trouve en de très nombreux endroits à travers tout le sous-continent indien. L'édit no 1 apparaît seul à Panguraria, Maski, Palkigundu et Gavimath, Bahapur/Srinivaspuri, Bairat, Ahaura, Gujarra, Sasaram, Rajula Mandagiri, et en conjonction avec l'édit no 2 à Yerragudi, Udegolam, Nittur, Brahmagiri, Siddapur, Jatinga-Rameshwara.
| Nom                         | Localisation | Vue générale | Rocher | Empreinte/ gros plan |
| --------------------------- | --- | ------------ | ------ | -------------------- |
| Bahapur                     | Lieu de Srinivaspuri près du Temple de Kalkaji, près du village de Bahapur, South Delhi Edit mineur sur rocher no 1 seulement.                                                  |              |        |                      |
| Gujarra                     | Près de Jhansi, district de Datia, Madhya Pradesh. Edit mineur sur rocher no 1 seulement.                                                                                       |              |        |                      |
| Panguraria                  | District de Sehore, Madhya Pradesh. Edit mineur sur rocher no 1 seulement. |              |        |                      |
| Mahasthan                   | Bogra district, Bangladesh |              |        |                      |
| Udegolam                    | District de Bellary, Karnataka (15° 31′ 12″ N, 76° 50′ 01″ E). Edits mineurs sur rocher no 1 et no 2.                                                                           |              |        |                      |
| Nittur                      | District de Bellary, Karnataka (15° 32′ 49″ N, 76° 49′ 57″ E). Edits mineurs sur rocher no 1 et no 2.                                                                           |              |        |                      |
| Maski                       | District de Raichur, Karnataka. Edit mineur sur rocher no 1 seulement. |              |        |                      |
| Siddapur                    | Près de Brahmagiri, Karnataka (14° 48′ 49″ N, 76° 47′ 58″ E). Edits mineurs sur rocher no 1 et no 2.                                                                            |              |        |                      |
| Palkigundu et Gavimath      | Koppal district, Karnataka. Edit mineur sur rocher no 1 seulement. |              |        |                      |
| Brahmagiri                  | Chitradurga district, Karnataka (14° 48′ 49″ N, 76° 48′ 22″ E). Edits mineurs sur rocher no 1 et no 2.                                                                          |              |        | .                    |
| Jatinga-Rameshwara          | Près de Brahmagiri, Karnataka. Edits mineurs sur rocher no 1 et no 2. |              |        | .                    |
| Rajula Mandagiri            | Près de Pattikonda, Kurnool district, Andhra Pradesh (15° 26′ 06″ N, 77° 28′ 18″ E). Edit mineur sur rocher no 1 seulement.                                                     |              |        |                      |
| Yerragudi                   | Guti, près de Guntakal, Anantapur, Andhra Pradesh (15° 12′ 35″ N, 77° 34′ 37″ E). Edits mineurs sur rocher no 1 et no 2. Les Edicts Majeurs sur Rocher sont aussi présents ici. |              |        |                      |
| Sasaram/Sahasram            | District de Rohtas, Bihar. Edit mineur sur rocher no 1 seulement. |              |        |                      |
| Rupnath                     | Sur la Kaimur Collines près de Jabalpur, Madhya Pradesh; ASI page |              |        |                      |
| Bairat                      | Près de Jaipur, Rajasthan (27° 27′ N, 76° 11′ E). Edit mineur sur rocher no 1 seulement.                                                                                        |              |        | .                    |
| Bhabru                      | Deuxième colline à Bairat, près de Jaipur, Rajasthan (27° 27′ N, 76° 11′ E). |              |        |                      |
| Ahaura                      | District de Mirzapur, Uttar Pradesh. Edit mineur sur rocher no 1 seulement,. |              |        |                      |
| Suvarnagiri (en)/Kanakagiri | District de Koppal, Karnataka. |              |        |                      |

## Autres inscriptions parfois incluses dans les Edits Mineurs sur Rocher
Quelques inscriptions d'Ashoka en grec ou en araméen, ou bien les inscriptions des grottes de Barabar, sont parfois aussi catégorisées comme "Edits Mineurs sur Rocher". C'est parfois le cas de l'Édit bilingue de Kandahar (la désignation d'"édit mineur sur rocher no 4" a été proposée), bien que sa nature soit assez différente des autres édits et qu'il soit la plus ancienne des inscriptions d'Ashoka (10e année de son règne). Les inscriptions en langue araméennes, en particulier l'Inscription de Laghmân et l'Inscription de Taxila sont aussi souvent cataloguées parmi les édits mineurs sur rocher, bien que leur caractère d'édit soit peu prononcé, et que si la première est bien inscrite sur rocher, la seconde ne l'est pas. Les inscriptions des grottes de Barabar sont uniquement dédicatoires, sans contenu moral.
| Nom                                        | Localisation | Vue générale | Rocher | Empreinte/ gros plan |
| ------------------------------------------ | --- | ------------ | ------ | -------------------- |
| Édit bilingue de Kandahar                  | Colline de Chil-Zena, Kandahar, Afghanistan Edit bilingue grec-araméen original, sorte de résumé des édits d'Ashoka. Parfois catégorisé comme "Edit Mineur sur Rocher no 4", dû à sa découverte plus récente, bien qu'il s'agisse de la plus ancienne de toutes les inscriptions d'Ashoka (année 10 de son règne). Deux Edits Majeurs sur Rocher, les Édits grecs d'Ashoka, ont aussi été découverts à Kandahar. |              |        |                      |
| Inscription araméenne de Laghman           | Vallée de Laghman, Afghanistan Courte injonction morale accompagnée d'informations pour le voyage vers Palmyre. |              |        |                      |
| Inscription araméenne de Taxila            | Ville grecque de Sirkap, Taxila, Pakistan. Inscription non parfaitement identifiée, gravée sur un bloc architectural de marbre, mentionnant néanmoins "Notre seigneur Priyadasi" (Ashoka) à deux reprises. |              |        |                      |
| Inscriptions d'Ashoka (grottes de Barabar) | Grottes de Barabar, Bihar |              |        |                      |

## Ouvrages
- Paul Bernard, « Aï Khanoum en Afghanistan hier (1964-1978) et aujourd'hui (2001) : un site en péril. Perspectives d'avenir (information) », Comptes-rendus des séances de l'Académie des Inscriptions et Belles-Lettres, vol. 145, no 2,‎ 2001, p. 971-1029 (lire en ligne)
- Guy Lecuyot et Osamu Ishizawa, « Aï Khanoum, ville grecque d’Afghanistan en 3D », Archéologia, no 420,‎ mars 2005, p. 60-71 (résumé)
- Valeri P. Yailenko, « Les maximes delphiques d'Aï Khanoum et la formation de la doctrine du dharma d'Asoka », Dialogues d'histoire ancienne, vol. 16, no 1,‎ 1990, p. 239-256 (lire en ligne)
- Daniel Schlumberger, « De la pensée grecque à la pensée bouddhique », Comptes rendus des séances de l'Académie des Inscriptions et Belles Lettres, vol. 116e année, no 1,‎ 1972, p. 188-199 (lire en ligne)